# 荒漠甘泉
《荒漠甘泉》（英語：Streams in the Desert）是一部基督教的靈修書籍，於1920年首次出版。該書是20世紀的重要宗教著作，另外也因裡面提及的故事頗為動人，因此有不少非基督教信徒閱讀過此書。

## 簡介
《荒漠甘泉》的作者是美國傳道人考門夫人，她與她丈夫除了於美國待奉神職外，也曾一起在東亞傳教達廿年之久。這本書是她在其丈夫重病时开始提笔所著，记录了她的灵修生活，以及如何在苦难当中藉由基督教的禱告來獲得「盼望、忍耐與喜乐」。該書以日記形式書寫，其內文引言主要以《圣经》为依据，也引入了其他神学著作中的段句，并结合夫妻二人的见证和灵修生活，对《圣经》中某些经文展开了非常深入的阐释。教导人们如何通过阅读《圣经》聆听「神」的话语并明白神的旨意。《荒漠甘泉》全書雖宗教味濃厚，但因為該書內文流暢且不落俗套，因此1920年發行後，不但在美國发行量很高，更曾被译为數十种文字，通行於全世界。比較特殊的是，該書閱讀者不盡然全是基督教信徒。
此書為考門夫人的處女作，爾後她陸續也有出宗教味更濃的祈禱書書籍，如：《黑門山路》。

## 中譯本
1939年12月，上海福音书房出版了唐醒（唐守临）和袁周洁民翻译的节译本，受到中国基督徒的欢迎。到1947年已经增印到第8版。也有人說這本書的中譯本由蔣夫人宋美齡在重慶時親自翻譯，供蔣介石靈修之用，1942年蔣夫人赴美之前初版出版。
都是基督徒的兩屆中華民國總統蔣介石與蔣經國都曾在台灣大力推薦過此書，因此該書於1970年代在台灣相當風行。至今，重新排版的中文版《荒漠甘泉》於台灣仍不時出現。此書也放置於蔣介石棺材之中。而1959年在台灣出版的中譯本，為王家棫奉蔣介石命令翻譯、整理，由蔣親自審定，對原文有相當大的改動。國立臺灣師範大學翻譯學研究所教授賴慈芸認為：「這本為老蔣量身定作的《荒漠甘泉》似乎是從聖經中檢出有『勝利』、『戰鬥』等關鍵字的經文，重新『翻譯』成老蔣喜歡的句子，再加上一些符合老蔣心境的小故事，包裝成一本『靈修書』。」